# Hal Turner
Charles Harold "Hal" Turner (Jersey, Estados Unidos; 15 de marzo de 1962) es un estadounidense, supremacista blanco, nacionalista, negador del Holocausto, seguidor del fascismo y bloguero. En agosto de 2010 fue condenado por amenazas en contra de tres jueces federales del séptimo Circuito de Cortes de Apelación de Estados Unidos. Antes de la detención de Turner, su programa de radio The Hal Turner Show fue transmitido desde su casa una vez por semana.
Su nombre tuvo relevancia mundial al ser el primer blanco conocido del colectivo de hackers Anonymous, quienes se oponían a sus comentarios racistas y de corte fascista que se emitían en su programa de radio.